# Następcy 2
Następcy 2 (ang. Descendants 2) – amerykański film z serii Disney Channel Original Movies, kontynuacja filmu Następcy. W główne role wcielają się Dove Cameron, Cameron Boyce, Booboo Stewart, Sofia Carson, Mitchell Hope i China Anne McClain. Amerykańska premiera odbyła się 21 lipca 2017 roku. Polska premiera odbyła się 9 września 2017 roku. Trzecia część filmu miała premierę 2 sierpnia 2019 roku.

## Fabuła
Akcja filmu ma miejsce sześć miesięcy po wydarzeniach z pierwszego filmu. Ben, który jest teraz królem Auradonu, zamierza pomóc Mal, Evie, Carlosowi i Jayowi przystosować się do życia w Auradonie. Jednak Mal nie wytrzymuje presji bycia idealną i wraca na Wyspę Potępionych. Evie, Carlos i Jay pomagają Benowi być takim jak ich rówieśnicy z wyspy, żeby tam wrócić i odnaleźć Mal. Na wyspie Mal dowiaduje się, że córka Urszuli, Uma (China Anne McClain), i jej przyjaciele, Harry (syn Kapitana Haka) i Gil (syn Gastona), zajęli jej miejsce w przewodzeniu wyspą. Gdy Uma dowiaduje się o pobycie Evie, Carlosa, Jaya i Bena, wścieka się i porywa króla. Teraz Mal musi pokonać wiele przeszkód, aby uratować Bena.

## Ścieżka dźwiękowa
- Ways to Be Wicked – Dove Cameron, Cameron Boyce, Booboo Stewart, Sofia Carson
- What's My Name – China Anne McClain, Thomas Doherty, Dylan Playfair
- Chillin' Like a Villain – Sofia Carson, Cameron Boyce, Booboo Stewart, Mitchell Hope
- Space Between – Dove Cameron, Sofia Carson
- It's Goin' Down – Dove Cameron, Sofia Carson, Cameron Boyce, Booboo Stewart, China Anne McClain, Mitchell Hope, Thomas Doherty, Dylan Playfair
- You and Me – Dove Cameron, Sofia Carson, Cameron Boyce, Booboo Stewart, Mitchell Hope, Jeff Lewis
- Kiss the Girl – Dove Cameron, Mitchell Hope, Sofia Carson, Cameron Boyce, Booboo Stewart, China Anne McClain, Thomas Doherty
- Poor Unfortunate Souls – China Anne McClain

Utwory bonusowe:
- Better Together – Dove Cameron, Sofia Carson
- Evil – Dove Cameron
- Rather Be with You – Dove Cameron, Sofia Carson

## Obsada
| Aktor | Rola                                             | Polski dubbing      |
| --- | ------------------------------------------------ | ------------------- |
| Dove Cameron | Mal (córka Diaboliny)                            | Agata Paszkowska    |
| Cameron Boyce | Carlos De Vil (syn Cruelli De Mon)               | Maciej Falana       |
| Booboo Stewart | Jay (syn Jafara)                                 | Stefan Pawłowski    |
| Sofia Carson | Evie (córka „Złej Królowej”)                     | Karolina Bacia      |
| Mitchell Hope | Ben (syn Belle i Bestii)                         | Maksymilian Bogumił |
| China Anne McClain | Uma (córka Urszuli)                              | Julia Wieniawa      |
| Brenna D'Amico | Jane (córka Wróżki Chrzestnej)                   | Justyna Kowalska    |
| Melanie Paxson | Dobra Wróżka                                     | Lucyna Malec        |
| Bobby Moynihan (głos) | Stary (pies Carlosa)                             | Tomasz Jarosz       |
| Thomas Doherty | Harry Hook (syn Kapitana Haka)                   | Marcin Sosiński     |
| Dylan Playfair | Gil (syn Gastona)                                | Sebastian Perdek    |
| Dianne Doan | Lonnie (córka Fa Mulan i Li Shanga)              | Joanna Derengowska  |
| Jedidiah Goodacre | Chad Charming (syn Kopciuszka i Księcia z bajki) | Karol Osentowski    |
| Zachary Gibson | Doug (syn krasnoludka Gapcia)                    | Józef Pawłowski     |
| Anna Cathcart | Dizzy Tremaine (córka Drizelli)                  | Zofia Modej         |
| Dan Payne | Król Bestia                                      | Jacek Król          |
| Keegan Connor Tracy | Królowa Bella                                    | Agnieszka Fajlhauer |
| Whoopi Goldberg (głos) | Urszula                                          | Agnieszka Fajlhauer |
| W pozostałych rolach: Adrianna Skoneczna (Dziennikarka), Marta Dobecka, Józef Grzymała, Bernard Lewandowski, Aleksandar Milićević, Aleksander Sosiński, Anna Wodzyńska Reżyseria: Artur Kaczmarski Dialogi: Zofia Jaworowska Wersja polska: SDI Media Polska |                                                  |                     |